# Leonid Gofshtein
Leonid Gofshtein (ur. 21 kwietnia 1953, zm. 25 grudnia 2015) – izraelski szachista, reprezentant Związku Radzieckiego do 1990, arcymistrz od 1993 roku. W latach 2001–2007 występował jako Zvulon Gofshtein.

## Kariera szachowa
Do końca lat 80. uczestniczył jedynie w turniejach rozgrywanych na terenie byłego ZSRR. Największym jego osiągnięciem w tym okresie było dzielenie I miejsca (z Zurabem Azmaiparaszwilim, Giergijem Agzamowem i Władimirem Muratowem) w Erywaniu w 1981 roku. Po wyjeździe do Izraela należał do szerokiej czołówki szachistów tego kraju, m.in. w 1992 r. występując na szachowej olimpiadzie w Manili oraz w drużynowych mistrzostwach Europy w Debreczynie. W tym samym roku zajął III m. w silnie obsadzonym turnieju w Tel Awiwie (za Ilią Smirinem i Igorem Chenkinem, przed m.in. Anatolijem Wajserem i Lwem Psachisem). W kolejnych latach odniósł szereg indywidualnych sukcesów, m.in. w:
- Cappelle-la-Grande (1993, dz. II m. za Jewgienijem Sołożenkinem, wspólnie z m.in. Igorsem Rausisem, Władimirem Czuczełowem, Jefimem Gellerem i Jackiem Gdańskim),
- Tel Awiwie (1996, memoriały Mosze Czerniaka, dz. II m. za Borysem Kanclerem, wspólnie z Ilanem Manorem oraz 1997, dz. I m. z Borysem Awruchem, Borysem Kanstlerem i Dowem Zifronim),
- Quebecu (1997, II  m. za Alexandre Lesiege),
- Bratto (1998, dz. I m. z Dmitrijem Gurewiczem),
- Lizbonie (1999, dz. I m. z Lazaro Bruzonem),
- Hoogeveen (1999, dz. I m. z Michaiłem Gurewiczem, Aleksandrem Bierełowiczem, Rustamem Kasimdżanowem i Siergiejem Tiwiakowem),
- Cannes (1999, dz. I m. z m.in. Aleksandrem Delczewem),
- Tel Awiwie (2000, II m. za Alikiem Gerszonem),
- Montpellier (2000, dz. II m. za Hichamem Hamdouchim, wspólnie z m.in. Andriejem Szczekaczewem i Zigurdsem Lanką),
- Arco (2000, dz. II m. za Władimirem Tukmakowem, wspólnie z m.in. Romanem Slobodjanem i Wencisławem Inkiowem),
- Tel Awiwie (2002, indywidualne mistrzostwa Izraela, dz. I m. z Borysem Awruchem i Ilią Smirinem),
- Aszdodzie (2004, dz. I m. z Michaelem Roizem),
- Barcelonie (2006, dz. II m. za Marcem Narciso Dublanem, wspólnie z Jose Gonzalezem Garcią, Slavko Cicakiem i Josepem Manuelem Lopezem Martinezem),
- Neuhausen (2007, I m.),
- Hajfie (2008, I m.).

Najwyższy ranking w karierze osiągnął 1 stycznia 2000 r., z wynikiem 2585 punktów zajmował wówczas 6. miejsce wśród izraelskich szachistów.